# Somali Community
Somali Community er en af de ældste etniske foreninger i Danmark. Den blev stiftet i Århus i 1983 og har hovedsæde i Århus Kommune. Foreningen står med formanden Abdirashid Sheikh, blandt andet bag:
Somalisk Familiehøjskole som hver lørdag fra kl. 10-19 skaber brobygning mellem somaliere og det danske samfund gennem aktiviteter for børn og voksne. Aktiviteterne kan være foredrag, undervisning af kvinder, lektiehjælp, mm. 
Projekt Shaqo (udtales »sjakro«) som får somaliere i arbejde. Projektet er startet af somaliere selv, som har søgt penge gennem EU's Socialfond. To somaliske medarbejdere hjalp i løbet af det første år 55 landsmænd med at få arbejde i Århus. Året efter var tallet 77. Projekt Shaqo har kontor i Bazar Vest.
Projekt Kom Nu Ind Kampen og Aarhus SportsForening som tilbyder ugentlige idrætsaktiviteter for ressourcesvage børn og unge mellem 8-18 år og deres forældre. Formålet er at bruge foreningslivet og det frivillige arbejde til at fremme integrationen af børn og unge, mindske kriminaliteten og fremme ressourcesvage forældres involvering i børnens skolegang, fritidsliv og uddannelsesvalg.